# 草井季泰
草井 季泰（くさい すえやす）は、鎌倉時代中期の武将。草井氏の祖。

## 生涯
小早川季平の子。現在の広島県三原市大和町上草井を所領とし、竹原小早川氏に仕えた。娘・千代鶴が竹原小早川氏初代当主・政景の正室となり、一族は竹原小早川氏の庶家へと発展していく。
| スタブアイコン | サブスタブ | この項目は、まだ閲覧者の調べものの参照としては役立たない、人物に関連した書きかけの項目です。この項目を加筆・訂正などしてくださる協力者を求めています（P:人物伝/PJ:人物伝）。 |